# العلاقات اليابانية الإيرانية
العلاقات اليابانية الإيرانية هي العلاقات الثنائية التي تجمع بين اليابان وإيران.

## مقارنة بين البلدين
هذه مقارنة عامة ومرجعية للدولتين:
| وجه المقارنة                                              | اليابان         | إيران                    |
| --------------------------------------------------------- | --------------- | ------------------------ |
| المساحة (كم2)                                             | 377.97 ألف      | 1.65 مليون               |
| عدد السكان (نسمة)                                         | 126.79 مليون    | 79.97 مليون              |
| الكثافة السكانية (ن./كم²)                                 | 335.45          | 48.47                    |
| العاصمة                                                   | طوكيو           | طهران                    |
| اللغة الرسمية                                             | اللغة اليابانية | لغة فارسية               |
| العملة                                                    | ين ياباني       | ريال إيراني              |
| الناتج المحلي الإجمالي (بليون دولار)                      | 4.87 تريليون    | 439.51 مليار             |
| الناتج المحلي الإجمالي (تعادل القوة الشرائية) بليون دولار | 5.18 تريليون    | 1.36 تريليون             |
| الناتج المحلي الإجمالي الاسمي للفرد دولار أمريكي          | 34.52 ألف       |                          |
| الناتج المحلي الإجمالي للفرد دولار أمريكي                 | 36.62 ألف       |                          |
| مؤشر التنمية البشرية                                      | 0.903           | 0.766                    |
| رمز المكالمات الدولي                                      | +81             | +98                      |
| رمز الإنترنت                                              | .jp             | .ir،                     |
| المنطقة الزمنية                                           | توقيت اليابان   | ت ع م+03:30، توقيت إيران |

## منظمات دولية مشتركة
يشترك البلدان في عضوية مجموعة من المنظمات الدولية، منها:
| علم المنظمة | اسم المنظمة                        | تاريخ انضمام اليابان | تاريخ انضمام إيران |
| ----------- | ---------------------------------- | -------------------- | ------------------ |
|             | يونسكو                             | 2 يوليو 1951         | 6 سبتمبر 1948      |
|             | الفريق المعني برصد الأرض           | ?                    | ?                  |
|             | مؤسسة التمويل الدولية              | 20 يوليو 1956        | 28 ديسمبر 1956     |
|             | منظمة حظر الأسلحة الكيميائية       | ?                    | ?                  |
|             | مؤسسة التنمية الدولية              | 27 ديسمبر 1960       | 10 أكتوبر 1960     |
|             | وكالة ضمان الاستثمار متعدد الأطراف | 12 أبريل 1988        | 15 ديسمبر 2003     |
|             | الاتحاد البريدي العالمي            | ?                    | ?                  |
|             | منظمة الشرطة الجنائية الدولية      | ?                    | ?                  |
|             | الأمم المتحدة                      | 18 ديسمبر 1956       | 24 أكتوبر 1945     |
|             | البنك الدولي للإنشاء والتعمير      | 13 أغسطس 1952        | 29 ديسمبر 1945     |
|             | المنظمة الهيدروغرافية الدولية      | ?                    | ?                  |

## أعلام
هذه قائمة لبعض الشخصيات التي تربطها علاقات بالبلدين:
- الآرياير هاسيغاوا (لاعب كرة قدم ياباني، 29 أكتوبر 1988[18] – )
- إيرانيون في اليابان
- ماي جي (20 يونيو 1988 – )
- يو درويش (لاعب كرة قاعدة ياباني، 16 أغسطس 1986 – )

## وصلات خارجية
- موقع وزارة الخارجية اليابانية
- موقع وزارة الخارجية الإيرانية